# Evert Taube
Evert Axel Taube (Göteborg, 12 maart 1890 – Stockholm, 31 januari 1976) was een Zweedse zanger en liedschrijver.
In het attractiepark Liseberg in Göteborg was van 2008 tot 2016 de museumattractie Evert Taubes wereld aan hem gewijd. In 2014 werd hij opgenomen in de Swedish Music Hall of Fame, een erelijst die dat jaar voor het eerst werd samengesteld.

## Leven
Evert Taube werd geboren in Göteborg en bracht zijn jeugd door op het eiland Vinga, in het Kattegat voor Göteborg. Zijn vader was een marineofficier. Gedurende deze jaren was Evert Taube voortdurend in contact met de zee en de zeevaart, wat zijn latere werk kenmerkt. Na enkele mislukkingen op school begon hij aan een opleiding in Göteborg als een theater artiest, maar verhuisde daarna naar Stockholm, waar hij probeerde een soort bohemienleven te leiden. In de periode 1908-1910 ging Evert Taube als matroos terug naar zee. Een paar jaar van zijn leven bracht hij door in Argentinië waar hij betrokken was bij het bouwen van irrigatiekanalen. In verband met het uitbreken van de Eerste Wereldoorlog kwam hij echter terug naar Zweden. Evert Taube leidde het leven van een vrije kunstenaar en verkeerde ook vaak in economische moeilijkheden. In 1925 trouwde hij met de kunstenares Astri Bergman met wie hij vier kinderen kreeg.
De liedjes die hij maakte in de vroege jaren 1920 waren al snel vrij populair in Zweden. Evert Taubes zoon Sven-Bertil Taube (geboren 1934) werd een succesvol acteur en zanger en was eveneens bekend als vertolker van de liedjes van zijn vader.
Tijdens zijn leven bereikte Evert Taube – niet in het minst dankzij de televisie – een enorme populariteit. Zijn optredens in Gröna Lund in Stockholm, waar hij zijn eigen nummers luidkeels voordroeg waren legendarisch. Tegen het einde van zijn leven verzette hij zich tegen de verpaupering en vernietiging van historische gebouwen in steden.
Evert Taube ontving talrijke onderscheidingen: In 1950 ontving hij de Bellmanprijs van de Zweedse Academie, in 1966 ontving hij het eredoctoraat in de Wijsbegeerte van de Universiteit van Göteborg en in 1970 werd hij gekozen in de Koninklijke Zweedse Academie voor Muziek.

## Werk
Evert Taube wordt naast Carl Michael Bellman, waar hij overigens een groot bewonderaar van was, in Zweden beschouwd als een nationale dichter bij uitstek. Hij schreef een groot aantal werken. Terugkerende thema's zijn het leven op zee, de Zweedse natuur en avontuur in verre landen. Zijn pakkende nummers zijn zeer populair in Zweden en zijn heel vaak gezongen. Evert Taube wist op een unieke manier typisch Zweedse landschappen te beschrijven, zoals de Scherenkust van Stockholm en de Zweedse westkust in Bohuslän.
Evert Taube schreef ook proza (romans, autobiografieën en reisverslagen) en werkte bovendien als schilder en tekenaar. Hij had veel belangstelling voor de middeleeuwse Provençaalse troubadours en zag zichzelf als hun erfgenaam. Tegen het eind van zijn leven was hij teleurgesteld dat hij niet als ambitieuze kunstenaar maar als populaire liedjesschrijver gezien werd. Dit kwam tevens tot uitdrukking in een uitspraak waarin hij stelde dat hij er de voorkeur aan gaf, op het grote podium van Gröna Lund te gaan staan, in plaats van in de Zweedse Academie plaats te nemen.
- Bibsys: 90058803
- Bibliothèque nationale de France: cb120007591 (data)
- CiNii: DA16642925
- Gemeinsame Normdatei: 119342693
- International Standard Name Identifier: 0000 0000 8210 8082
- KulturNav: ab49c302-07a6-440e-83e8-089a40335aba
- Library of Congress Control Number: n79109219
- Nationale Bibliotheek van Letland: 000036230
- MusicBrainz: 1bc834da-eb1d-4ee2-87df-0d04daceed08
- Nationale Bibliotheek van Tsjechië: xx0256111
- Nationale Bibliotheek van Israël: 987007321680505171
- Nederlandse Thesaurus van Auteursnamen: 068379676
- RKD-Nederlands Instituut voor Kunstgeschiedenis: 466954
- Istituto Centrale per il Catalogo Unico: UFIV039461
- LIBRIS: 137901
- Système universitaire de documentation: 028107268
- Union List of Artist Names: 500177896
- Virtual International Authority File: 27879447
- WorldCat: E39PBJjtcbGP4VkjRtdTvBWFKd